# Alen Orman
Alen Orman (* 31. Mai 1978 in Bugojno, SFR Jugoslawien) ist ein österreichischer Fußballspieler bosnischer Herkunft, der heute auch als Fußballtrainer tätig ist.

## Karriere
Der rechte Abwehrspieler begann seine Karriere beim VfB Admira Wacker Mödling, bevor er im Sommer 2000 als Legionär zu Royal Antwerpen wechselte. Nach einer Saison beim ältesten belgischen Fußballklub zog es den Verteidiger nach Schottland zu Hibernian Edinburgh. Alen Orman bestritt insgesamt 115 Spiele in vier Spielzeiten in Schottland und kam während dieser Zeit auch zu einem Einsatz in der österreichischen Fußballnationalmannschaft am 20. November 2002. Beim Herzog-Jubiläumsspiel gegen Norwegen machte er jedoch eine ein wenig unglückliche Figur. Nachdem Alen Ormans Vertrag in Edinburgh nicht verlängert worden war, wechselte der Spieler zum schweizerischen FC Thun, mit dem er in der Champions League für Aufsehen sorgen konnte. Im Sommer 2006 wechselte er zum deutschen Verein Dynamo Dresden. Nach 23 Spielen in der Regionalliga Nord, wobei er ein Tor erzielte, und einem Einsatz im DFB-Pokal verließ er die SG Dynamo. Danach spielte Alen Orman noch 2007 bis 2008 beim Bundesligisten SCR Altach.
Seit dem Frühjahr 2009 tritt Orman ausschließlich im Amateurfußball in Erscheinung und spielte ab dieser Zeit für den 1. Simmeringer SC, den ASK Mannersdorf, den SV Großkrut, den USC Wetzelsdorf oder den SV Zistersdorf.
Nachdem er 2010/11 einen Nachwuchsbetreuerlehrgang absolviert hatte, trat Orman neben seiner Spielerkarriere in der Saison 2011/12 auch als Trainer im Nachwuchs des 1. Simmeringer SC in Erscheinung und übte diese Tätigkeit auch bei seiner abermaligen dortigen Station im Jahr 2013 aus. In der Zwischenzeit hatte er 2012/13 die UEFA-B-Trainerlizenz erhalten. 2014 war er für einige Zeit Nachwuchstrainer beim SV Wienerberg und legte 2014/15 die Prüfungen zur UEFA-A-Lizenz ab. Nachdem er in der Saison 2017/18 als Trainer des Nachwuchses des SV Großkrut fungiert hatte, trat er in der Saison 2019/20, die aufgrund der COVID-19-Pandemie frühzeitig abgebrochen worden war, als Cheftrainer SV Zistersdorf in Erscheinung und setzte sich als solcher auch regelmäßig selbst ein. Seit dem Frühjahr 2021 ist er wieder Spielertrainer des SV Großkrut, bei dem er in der Vergangenheit bereits äußerst torgefährlich in Erscheinung getreten war.

## Erfolge
mit Hibernian Edinburgh
- 1× Teilnahme an der UEFA Champions League: 2004/05

mit dem 1. Simmeringer SC
- 1× Meister der Oberliga A: 2008/09
- 1× Meister der Wiener Stadtliga: 2010/11

mit dem SV Großkrut
- 1× Vizemeister der 2. Klasse Weinviertel Nord: 2016/17
- 1× Meister der 2. Klasse Weinviertel Nord: 2017/18

mit dem USC Wetzelsdorf
- 1× Vizemeister der 2. Klasse Weinviertel Nord: 2018/19

Sonstiges / Individuelle Erfolge
- 1 Länderspiel für die österreichische Fußballnationalmannschaft: 2002
- 1× Torschützenkönig der 1. Klasse Nord: 2014/15 (28 Tore; zusammen mit Peter Mihal vom ASV Hohenau)
- 1× Torschützenkönig der 2. Klasse Weinviertel Nord: 2016/17 (33 Tore)